# Opisthograptis impunctata
Opisthograptis impunctata là một loài bướm đêm trong họ Geometridae.